# Рид, Пол
Пол Аллен Рид (28 марта 1919, Вашингтон, США — 26 сентября 2015, Финикс, США) — американский художник, работавший в живописи цветового поля. На момент смерти был последним представителем Вашингтонской школы цвета.

## Биография
Пол Аллен Рид родился в Вашингтоне в 1919 году. Учился в средней школе Мак-Кинли. По окончании школы переехал в Сан-Диего, чтобы поступить в колледж, но вскоре вернулся в Вашингтон, и в 1937 году поступил на работу в Washington Times-Herald. Работал в отделе графики, оформляя рекламные объявлениях. Одновременно посещал художественные курсы в Школе искусств Коркоран. Некоторое время работал в качестве графического дизайнера в Атланте и Нью-Йорке. В 1952 году окончательно обосновался в Вашингтоне. В 1950-х годах Рид работал внештатным графическим дизайнером, в свободное время занимаясь живописью и посещать музеи и галереи. В 1962 году стал сотрудником Корпуса мира, где заведовал графическим дизайном всех публикаций.
Первую персональную выставку провёл в январе 1963 года в вашингтонской галерее Адамса-Моргана Картины, выполненные акриловой краской на водной основе на грунтованном холсте, состояли из центрального изображения, часто с центробежным движениям внутри сходных с лепестками фигур. Следующая персональная выставка Рида состоялась в галерее «Ист-Хэмптон» в Нью-Йорке в ноябре того же года. На нью-йоркской выставке центробежная силы более ранних картин вызвали появление картин-спутников, которые располагались на некотором расстоянии от исходной. Такое расположение ставило под вопрос отношения картины и стены, на которой она висела. Рид назвал эти работы Satellite Paintings. Следующие выставки прошли Нью-Йорке в галерее «Ист-Хэмптон» в 1964 и 1966 годах, в галерее Берты Шефер в 1967 и 1971 годах, в Вашингтоне в галерее «Джефферсон-Плейс» в 1964 году и в галерее «Пирамида» в 1971 и 1973 годах.
Рид работал методично, картины составляли серии, которые пополнялись по мере того как разрабатывалась и дополнялась их идея. Последняя работа серии обычно являлась самой большой, самой сложной или наиболее ясной. В 1965 году Рид создал свою знаменитую серию Disk paintings, на которых два угла разного цвета разделены диагональной полосой с большим кругом в центре. В этих работах Рид смешивал цвета, накладывая их друг на друга, благодаря свойствам новых акриловых красок на водной основе. Далее Рид создал композиции зигзагообразных полос, где каждая линия сохраняла свой чистый цвет, но образовывала производные цвета на каждом изломе, объединив их в серию Upstart 1965 года. Техника наложения цветов получила развитие в следующих сериях с эффектом шотландки, появившихся в 1966 году: Interchange, Inside Out и Coherence. Одна из картин серии Coherence находится в постоянной коллекции Национальной галереи искусств. Из художников Вашингтонской школы цвета Рид считался наиболее искусным в использовании свойства прозрачности акриловых красок при перекрытии цветов. Чего-то подобного пытался добиться Моррис Луис (1912—1962) в картинах Veil paintings, но не завершил работу, так как не мог достичь желаемого эффекта с акриловыми красками первого поколения.
Рид систематически увеличивали сложность цветовых соотношений в работах живописи фигурного холста 1967—1972 годов. Он создавал всё более сложные формы, добавляя дополнительные холст каждый раз, когда чувствовал, что исчерпал цветовые возможности предыдущего. С каждым новым холстом Рид учитывал урок, полученный при создании предыдущих, а затем делал шаг дальше. Глядя на серии Emerging (четыре холста), Topeka (пять холстов), Hackensack (шесть холстов) и Zig-Fields (семь холстов), создаваемые с 1967 года, можно видеть, как Рид переходил к всё более сложным геометрическим фигурам, чтобы справиться со сложными цветовыми задачами.
Признание Рида в качестве одного из первых представителей Вашингтонской школы цветов стало возможным благодаря его участию в выставке Джеральда Норланда Washington Color Painters в Вашингтонской галерее современного искусства в 1965 году. Выставка гастролировала по всей стране, в том числе побывала в Художественном музее Блантона, Музее искусства Роуз в Брандейском университете и Центр искусств Уокера . В следующем году Рид участвовал в выставке The Hard-Edge Trend в Смитсоновском музее американского искусства.
В 1971 году Рид оставил работу в Корпусе мира, чтобы работать преподавателем в Школе искусств Коркоран полный день. Знание Ридом истории искусства было обширным, в сочетании с практическим опытом и умом, это сделало его учителем, способным вдохновлять учеников. В 1972 году Рид потерял большую студию за гостиницей Джефферсона, что вынудило его заниматься менее масштабными работам. В 1980-х годах Рид создал коллажи, в которых фотографии соединялись с эффектом калейдоскопа, исторической и популярной культурой, несовместимость которых Рид считал неотразимыми. В 1990-х Рид выполнил серию картин гуашью на бумажных диптихах, темой которых стали свет и отражение.
Рид участвовал в выставке Галереи искусств Коркоран Washington Color and Light 2011 года. В том же году он провёл персональные выставки: Ultraviolet to Infrared: Paul Reed — 50 Years в Художественном центре Воркхауз в Лортоне, штат Виргиния, и Evolution Through Color: The Art of Paul Reed в библиотеке Джорджтаунского университета. На выставках были представлены картины, скульптуры, этюды и гравюры. Галерея D. Wigmore Fine Art в 2013 году посвятила художнику выставку Paul Reed and the Shaped Canvas, а в 2015 году включила три его картины в экспозицию 1960s Hard Edge Painting. Крупномасштабная работа Zig-Field (1967) была показана на выставке Washington Art Matters: 1940—1980 в Центре Катцена в Американском университете в 2013 году. В качестве консультанта Рид участвовал в подготовке кинопроекта, посвящённого Вашингтонской школе цвета, Unprimed Canvas, который создавался Барбарой Янушкевич, ученицей художника.
Работы Рида находятся в музеях США, включая Национальную галерею искусств, Коллекцию Филлипса, Галерею искусств Коркоран, Музей и сад скульптур Хиршхорн, Смитсоновский музей американского искусства, Музей изящных искусств в Бостоне, Чикагский институт искусств, Детройтский институт искусств, Музей современного искусства в Мэдисоне ; Центр искусств Уокерв, Музей искусств Далласа, Музей искусств округа Гринвилл, Южная Каролина; Высокий музей искусств в Атланте, Музей искусств Оклахома-Сити, Художественный музей Финикса, Музей современного искусства Сан-Франциско и Атенеум Уодсворта в Хартфорде.
Рид был пережил свою жену Эстер и двух сыновей: Роберта и Томаса.
Пол Рид умер в Финиксе 26 сентября 2015 года в возрасте 96 лет. Его пережила дочь, Джин Рид Робертс.